# Akagera-Sümpfe

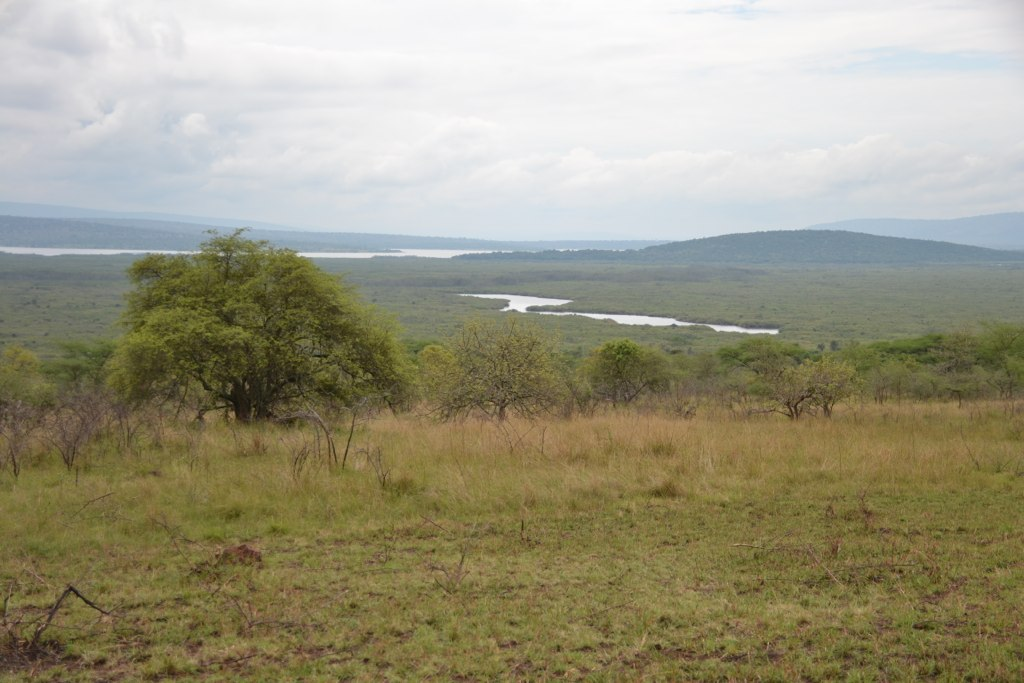
Akagera-Feuchtgebiet

Die Akagera-Sümpfe sind ein ausgedehntes Sumpfgebiet im Osten Ruandas an der Grenze zu Tansania.

## Beschreibung
Das Sumpfgebiet liegt im Tiefland entlang des Akagera-Nils und umfasst neben dem Fluss mehr als ein Dutzend kleinere und größere Seen. Das Gebiet erstreckt sich von den Rusumo Falls im Süden auf einer Länge von fast 150 Kilometern bis zur Grenze nach Uganda im Norden. Ein Großteil des Sumpfes liegt auf ruandischem Gebiet und bildet einen wichtigen Teil des Ökosystems des Akagera-Nationalparks. Der kleinere östliche Teil des Sumpfes liegt in der Region Kagera in Tansania. Die Seen auf der ruandischen Seite sind von Norden nach Süden der Rwanyakazinga-, Mihindi-, Hago-, Kivumba- und Ihema-. In Tansania liegen der Mujunju- und Lweio-See.
Im Feuchtgebiet leben unter anderem Flusspferde, Kaffernbüffel, Giraffen, Impalas und Sitatungas.